# WILD CATS (漫画)
『WILD CATS』（ワイルド キャッツ）は、清水玲子による日本の漫画。白泉社の『LaLa』にて、1997年9月号に初掲載された。その後、1998年9月号、2000年2月号に掲載され、全3話で完結した。
2000年に「花とゆめコミックス」で「WILD CATS」、「WILD CATS II」が収録された『WILD CATS1』が出版され、2006年に「ジェッツコミックス」にて前記2作品と「WILD CATS III」を含む『WILD CATS 完全版』が出版された。

## あらすじ
龍一は捨て猫にシーザーと名づけ育てるが、実はネコではなくライオンだった。猫よりも弱いシーザーと、ライオンらしさを求める龍一の交流を描く。

## 登場人物

### 主人公
筧龍一（かけい りゅういち）
ネコだと思い、ライオンであるシーザーを拾う。外国人の母親を持ち、色素が薄く目は赤みがかっている。シーザーを拾った年に母親が国に帰ったため、身寄りをなくしたが、筧家に引き取られる。シーザーがライオンと分かった後、町の人を説得し、動物園行きを止めた。ライオンらしくないシーザーに、いじめられている自分を重ねてしまったが、本能を抑えられるシーザーの本当の強さと優しさを知る。
高校ではボクシング部に入部し、全国大会に出場した。同級生の舞と交際するが、舞はシーザーに嫉妬し、龍一もシーザー以上に舞を大事にすることができず、破局した。
シーザー
メスのライオン。他の猫と一緒に捨てられていたところを龍一に拾われる。龍一の望む「強いネコ」になろうとするが、気が弱く、ネズミ1匹取れない。ライオンらしさどころか、ネコらしさもない。龍一のことを「ぼっちゃん」と呼ぶ。鳴き方は、拾われたときは猫らしく「ミャア」、育てられてからは犬の影響を受け、「クォ～ン」や「ワンワン」と、ライオンらしくない。龍一に本能を呼び起こされそうになるも、龍一と一緒にいたいために押さえ込んだ。本能的な衝動に駆られても、爪を立てることも牙で噛むこともない。龍一と一緒に寝るのが好きだが、布団もベッドもほとんど独り占めにしてしまう。
龍一のお嫁さんになることを幼い頃から夢見ており、死んでもいいから嫁になりたいと「食断ち」を敢行した。その思いは、龍一が舞を連れてきた後からさらに強くなり、ただの嫁ではなく、人間の女性になりたいと願うようになる。しかし、その食断ちが原因で体力を失い、川に落ちて沈んでしまう。助かった後は、人間になれないことを悟るが、龍一に与えられるささやかな幸せに涙する。
龍一と街中に出るときはリードをつけられるが、一匹で外に出ることもある。シーザーがライオンであることや、危険でないことは周知の事実である。

### 筧家
お父さん、お母さん
龍一を引き取る。シーザーを動物園に入れることを勧める。
空（そら）、海（かい）、陸（りく）、江（こう）、岳（たけ）
筧夫妻の実子で、龍一の義兄。柔道部、ボクシング部の主将揃いで、全員体つきが大きい。龍一を可愛い末っ子として、こよなく愛している。全員母親譲りのつながり眉毛。

### WILD CATS II
トング
ラブラドール・レトリバー。盲導犬として「パピーウォーカー」に育てられるが、その事情を知る由もない。母犬から生後2ヶ月で引き離され、佐竹夫妻に引き取られるまで人から人に数回渡り、ペットホテル生活を繰り返して擦れた仔犬になってしまい、人に懐かない。ケンカも強く、シーザーはもちろん、凶暴な大型犬にも果敢に立ち向かう。佐竹のおじいさんに懐いた頃に、再び別れのときとなってしまう。自分にすがってきた愛良の元に逃げるも、愛良が両親を選んだため、再び独りぼっちになり、「盲導犬訓練所」に連れて行かれる。
訓練所の訓練が実を結び、盲導犬として一人の視覚障害者と出会う。今までの別れがこの人と出会うためであり、この人が「ずっと一緒」と言ってくれる人であることを期待している。
佐竹夫妻
トングのパピーウォーカー。着物が私服の高齢夫妻。
愛良
トングを網で捕まえた少女。両親が離婚するため父親に引き取られ、その後は一人で寄宿舎で暮らすことになっていた。トングを連れて家出する。家出が功を奏した結果、両親は離婚を止め、家族4人で再び暮らすこととなった。

### WILD CATS III
菊池舞（きくち まい）
龍一の高校のクラスメイトで、ボクシング部のマネージャー。全国大会に出場して“今が旬”という理由で、龍一に告白する（龍一の前は、バスケ部のキャプテンに好意を寄せていた）。シーザーに嫉妬。物言わぬシーザーをしっかり見る龍一が、シーザーを見るようには自分を見てくれないことに耐えられず、告白してきたバスケ部のキャプテンと交際するようになる。

## 単行本
2000年3月10日発行 ISBN 4-592-17145-4 （花とゆめコミックス）
- 併録:秘密 ―トップ・シークレット―1999 （1999年、MELODY3月号）、

（2001年発行のジェッツコミックス『秘密 ―トップ・シークレット― 1』に再収録）
2006年9月3日発行 ISBN 4-592-14270-5 （ジェッツコミックス 完全版）
- 併録:FLOWERS （1998年、MELODY5月号、花をモチーフにしたイラスト集）